# Họ Cá sặc vện
Họ Cá sặc vện (danh pháp khoa học: Nandidae) là một họ nhỏ chứa khoảng 7-9 loài cá trong 1-3 chi (tùy theo việc công nhận Afronandus và Polycentropsis thuộc họ này hay thuộc họ Polycentridae), chủ yếu sinh sống tại khu vực Nam Á và Đông Nam Á. Một vài tài liệu bằng tiếng Việt như trang này gọi họ này là họ Cá rô biển. Tuy nhiên, tên gọi này dường như thiếu chính xác, do cả 9 loài đều là cá nước ngọt, có thể sinh sống trong môi trường nước lợ, nhưng chúng không thể sống trong môi trường nước mặn.

## Đặc điểm
Đầu và miệng lớn, miệng có thể kéo dài ra được. Vây lưng liên tục. Vây đuôi thuôn tròn. Đường chỉ bên hông không hoàn hảo hay không có. Không có vảy bao bọc gốc ở vây chậu. Nhiều loài là cá săn mồi tích cực. Răng phát sinh từ màng xương nằm ngay mặt dưới hộp sọ, kéo dài từ phía sau vòm miệng tới xương vuông. Bướu hàm trên bướu sinh răng của mảnh trước hàm hiện diện. Tấm xương nằm giữa má và nắp mang và các xương dưới hốc mắt có mép khía răng cưa. Xương nhỏ dưới hốc mắt phía sau tuyến nước mắt (xương dưới hốc mắt 2) cũng hiện diện. Đốt sống 13 + 10 = 23.

## Phân loại
Họ này theo truyền thống xếp trong bộ Perciformes, tuy nhiên gần đây người ta đã xem xét lại phát sinh chủng loài của cá và tách họ này sang bộ Anabantiformes.

## Các chi và loài
- Nandus
  - Nandus andrewi: Đông bắc lưu vực sông Ichamati, phụ lưu cấp 2 của sông Hằng tại Ấn Độ.
  - Nandus meni: Bangladesh (khu vực Đại Noakhali).
  - Nandus mercatus: Sông Musi tại miền nam Sumatra, Indonesia.
  - Nandus nandus: Sặc vện sông Hằng, phân bố rộng từ Pakistan tới Ấn Độ, Bangladesh, Nepal. Sự hiện diện tại Myanmar là không chắc chắn.
  - Nandus nebulosus: Sặc vện Borneo, phân bố từ tây nam Campuchia, Thái Lan tới Indonesia.
  - Nandus oxyrhynchus: Sặc vện. Trong lưu vực các sông như Chao Phraya, Mê Kông, và Mae Klong, trước năm 1996 được coi là đồng nhất với N. nandus.
  - Nandus prolixus: Lưu vực sông Sepilok tại đông bắc Borneo, Malaysia
- Afronandus
  - Afronandus sheljuzhkoi: Sặc vện bốn gai, ở đông nam Côte d'Ivoire và tây nam Ghana.
- Polycentropsis
  - Polycentropsis abbreviata: Sặc vện châu Phi, trong các khu vực rừng mưa thuộc Nigeria, Cameroon và Gabon (Ogowe). Cũng thông báo là có tại sông Ouémé thuộc Bénin.

Một số tác giả đặt hai chi châu Phi là Afronandus và Polycentropsis vào họ Polycentridae.

## Chuyển đi
Sang họ Pristolepididae. 
- Pristolepis
  - Pristolepis fasciata: Cá rô biển, cá rô sông, sặc vện Malaysia. Sống trong lưu vực sông Mê Kông và Chao Phraya, bán đảo Mã Lai, Sumatra và Borneo. Cũng có trong lưu vực sông Mae Klong.
  - Pristolepis grootii: Sặc vện Indonesia. Sống tại các đảo Sumatra, Borneo, Bangka và Belitung ở Indonesia. Cũng có tại Sarawak, Borneo ở Malaysia và tại Thái Lan.
  - Pristolepis marginata: Sặc vện Malabar. Sống trong các suối trong và chảy nhanh tại khu vực dãy núi Tây Ghats ở bang Kerala thuộc Ấn Độ.
  - Pristolepis rubripinnis: Các sông Pamba và Chalakudy ở Kerala, Ấn Độ.